# 胡叙明
胡叙明（1938年7月1日—2023年1月5日），男，汉族，浙江海盐人，中华人民共和国政治人物。曾任宁夏回族自治区人民检察院党组书记、检察长。